# Donald E. Thorin
Pour les articles homonymes, voir Thorin (homonymie).
Donald Eugene Thorin — né le 12 octobre 1934 à Omaha (Nebraska) et mort le 9 février 2016 à Tucson (Arizona) — est un directeur de la photographie américain, membre de l'ASC.
Il est généralement crédité Donald E. Thorin (parfois Donald Thorin ou Don Thorin).

## Biographie
Venu à Hollywood en 1957, son premier film est Le Bal des maudits d'Edward Dmytryk (1958, avec Marlon Brando et Montgomery Clift), en qualité de deuxième assistant opérateur. 
Puis il est cadreur sur seize films américains sortis entre 1971 et 1981, dont Alice n'est plus ici de Martin Scorsese (1974, avec Ellen Burstyn et Kris Kristofferson) et Annie Hall de Woody Allen (1977, avec le réalisateur et Diane Keaton).
Pour la télévision, s'ajoutent trois téléfilms diffusés respectivement en 1973, 1979 et 1980, toujours comme cadreur.
Son premier film comme chef opérateur est Le Solitaire de Michael Mann (1981, avec James Caan et Tuesday Weld). Suivent vingt-huit autres films américains à ce poste, le dernier étant Président par accident de Chris Rock (2003, avec le réalisateur et Bernie Mac).
Dans l'intervalle, citons Officier et Gentleman de Taylor Hackford (1982, avec Richard Gere et Debra Winger), Midnight Run (1988, avec Robert De Niro et Charles Grodin) et Le Temps d'un week-end (1992, avec Al Pacino et Chris O'Donnell) de Martin Brest, Le Club des ex de Hugh Wilson (1996, avec Diane Keaton, Goldie Hawn et Bette Midler), ou encore Shaft de John Singleton (son avant-dernier film, 2000, avec Samuel L. Jackson dans le rôle-titre). 

## Filmographie

### Cinéma (sélection)
Deuxième assistant opérateur
- 1958 : Le Bal des maudits (The Young Lions) d'Edward Dmytryk

Cadreur
- 1971 : Minnie et Moskowitz (Minnie and Moskowitz) de John Cassavetes
- 1974 : Alice n'est plus ici (Alice Doesn't Live Here Anymore) de Martin Scorsese
- 1975 : Rapport confidentiel (Report to the Commissioner) de Milton Katselas
- 1976 : En route pour la gloire (Bound for Glory) d'Hal Ashby
- 1977 : Annie Hall de Woody Allen
- 1978 : Le Retour (Coming Home) d'Hal Ashby
- 1978 : Sgt. Pepper's Lonely Hearts Club Band de Michael Schultz
- 1978 : Le Souffle de la tempête (Comes a Horseman) d'Alan J. Pakula

Directeur de la photographie
- 1981 : Le Solitaire (Thief) de Michael Mann
- 1982 : Officier et Gentleman (An Officer and a Gentleman) de Taylor Hackford
- 1983 : Bad Boys de Rick Rosenthal
- 1984 : Contre toute attente (Against All Odds) de Taylor Hackford
- 1984 : Purple Rain d'Albert Magnoli
- 1986 : Femme de choc (Wildcats) de Michael Ritchie
- 1986 : Golden Child : L'Enfant sacré du Tibet (The Golden Child) de Michael Ritchie
- 1988 : Midnight Run de Martin Brest
- 1989 : Haute Sécurité (Lock Up) de John Flynn
- 1989 : Tango et Cash (Tango and Cash) d'Andreï Kontchalovski et Albert Magnoli
- 1991 : La Chanteuse et le Milliardaire (The Marrying Man) de Jerry Rees
- 1992 : Le Temps d'un week-end (Scent of a Woman) de Martin Brest
- 1992 : Sur la corde raide (Out on a Limb) de Francis Veber
- 1993 : Pas de vacances pour les Blues (Undercover Blues) d'Herbert Ross
- 1994 : Little Big League d'Andrew Scheinman
- 1995 : Avec ou sans hommes (Boys on the Side) d'Herbert Ross
- 1996 : Ace Ventura en Afrique (Ace Ventura : When Nature Calls) de Steve Oedekerk
- 1996 : Le Club des ex (The First Wives Club) de Hugh Wilson
- 1999 : Mickey les yeux bleus (Mickey Blue Eyes) de Kelly Makin
- 2000 : Shaft de John Singleton
- 2003 : Président par accident (Head of State) de Chris Rock

### Télévision (intégrale)
(téléfilms, comme cadreur)
- 1973 : A Summer Without Boys de Jeannot Szwarc
- 1979 : Walking Through the Fire de Robert Day
- 1980 : Gaughin the Savage de Fielder Cook